# اشتوکن (هانوفر)
اشتوکن (به آلمانی Stöcken) هجدهمین ناحیه شهر هانوفر در مرکز ایالت نیدرزاکسن و در شمال غربی این شهر واقع شده و متعلق به ناحیه هرنهاوزن-اشتوکن می‌باشد. جمعیت این ناحیه در سال ۲۰۱۹ میلادی ۱۳۰۰۲ نفر بوده است.

## موقعیت جغرافیایی

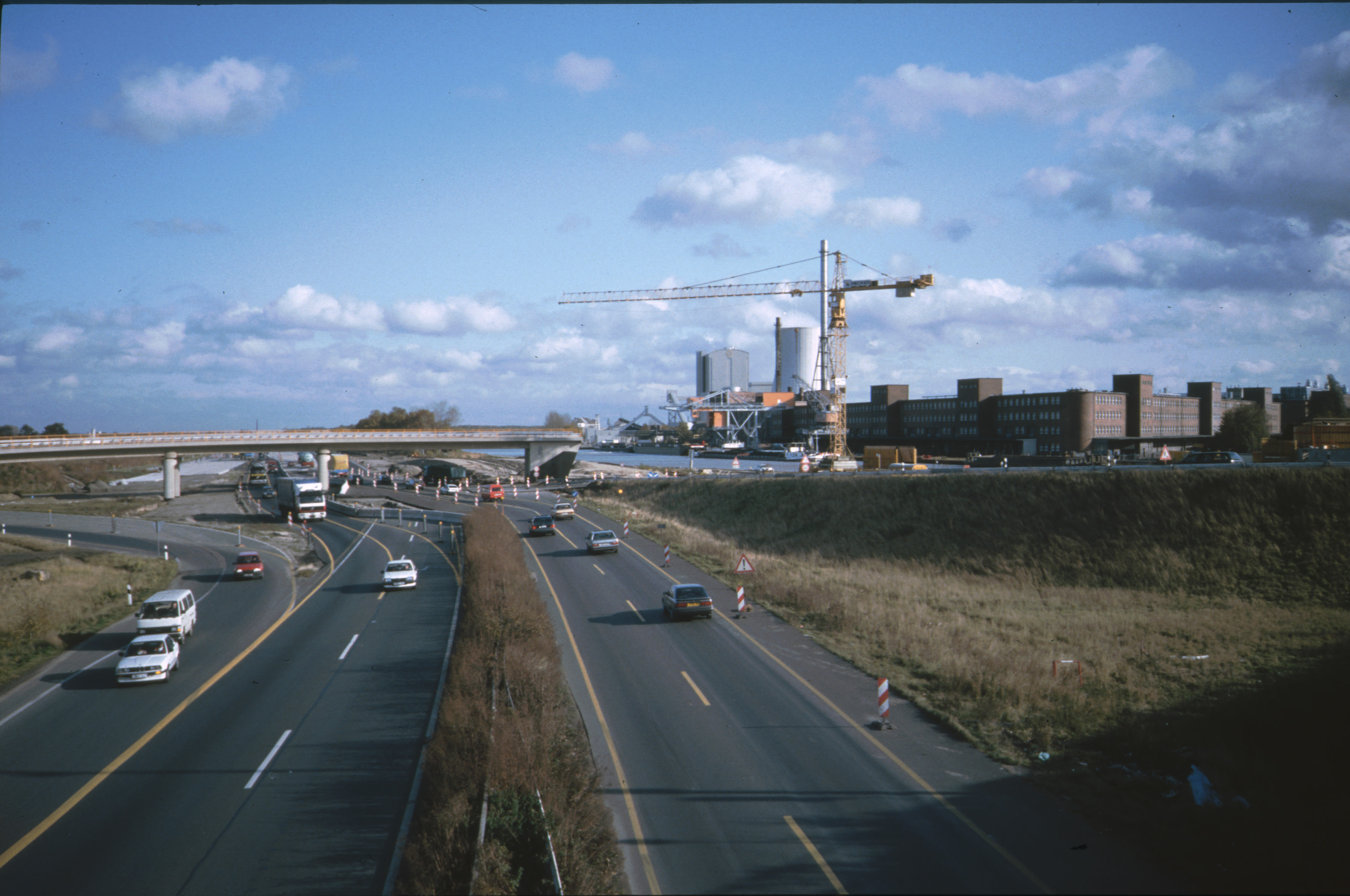
تقاطع هانوفر-هرنهاوزن در حال ساخت، ۱۹۹۱

اشتوکن در شمال غربی هانوفر واقع شده‌است و با مناطق حومه‌های لانگنهاگن، گاربسن و سیلزه و با همچنین با نواحی لدبورگ، نوردهافن، لاینهاوزن و آهلم همسایه است. لاین در جنوب و کانال میتلند در شمال از منطقهٔ اشتوکن می‌گذرد. اتوبان‌های A2 و B6 (Westschnellweg) نیز از اشتوکن عبور می‌کنند.

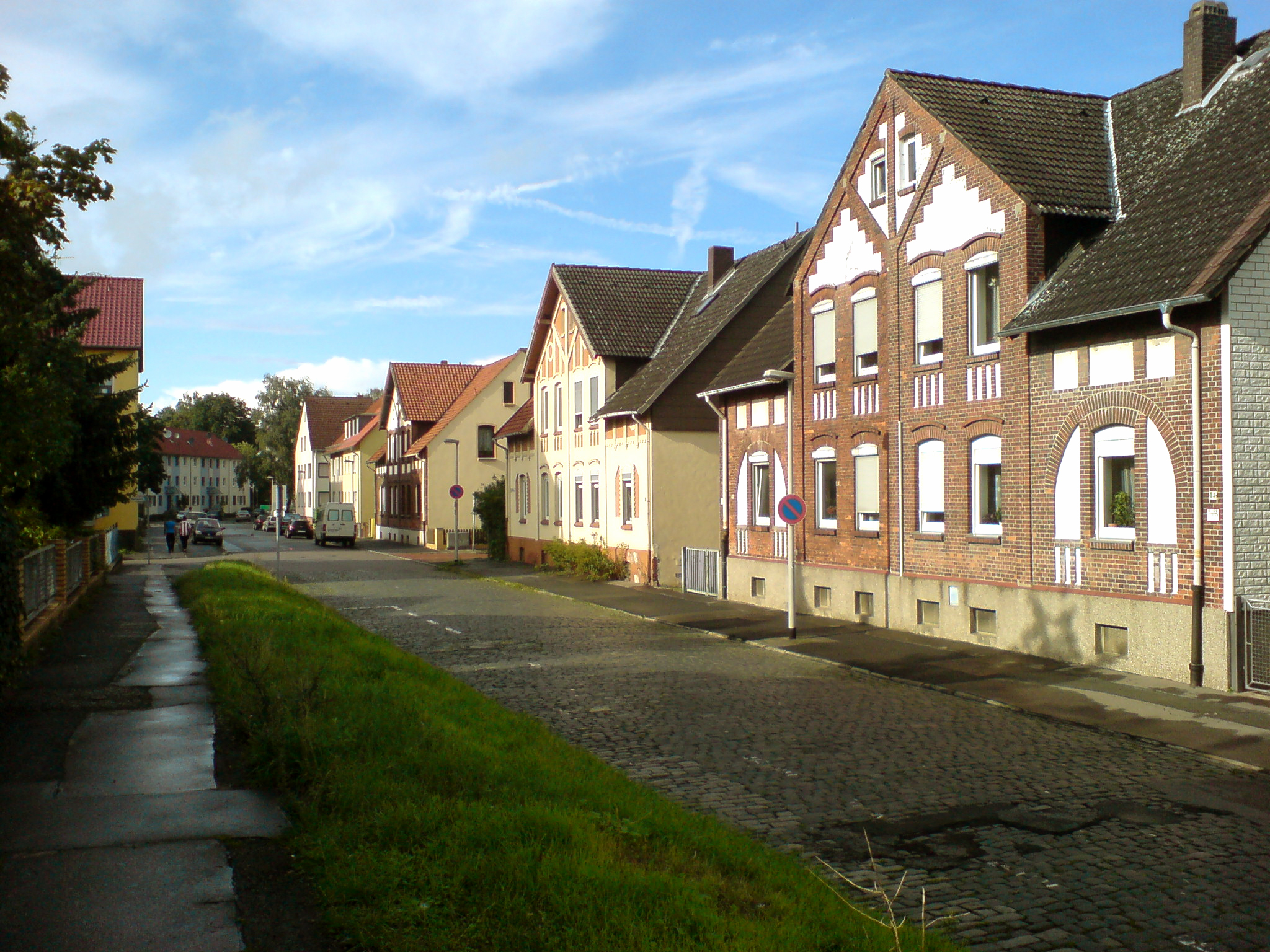
خیابان فقویدانتهال در اشتوکن

اشتوکن که از دهکده‌ای کوچک در شمال هانوفر در یک شکل خطی ایجاد شده‌است، در سال ۱۹۰۷ به هانوفر ملحق شد. در طول جنگ هفت ساله اشتوکن در سال ۱۷۵۷ توسط نیروهای فرانسوی اشغال شد. تا ۲۰ ام برای قرن‌ها این مکان زیر کشت کشاورزی بود. به استثنای آجرکاری که در سال ۱۸۹۰ مستقر شد، هیچ صنعتی وجود نداشت.

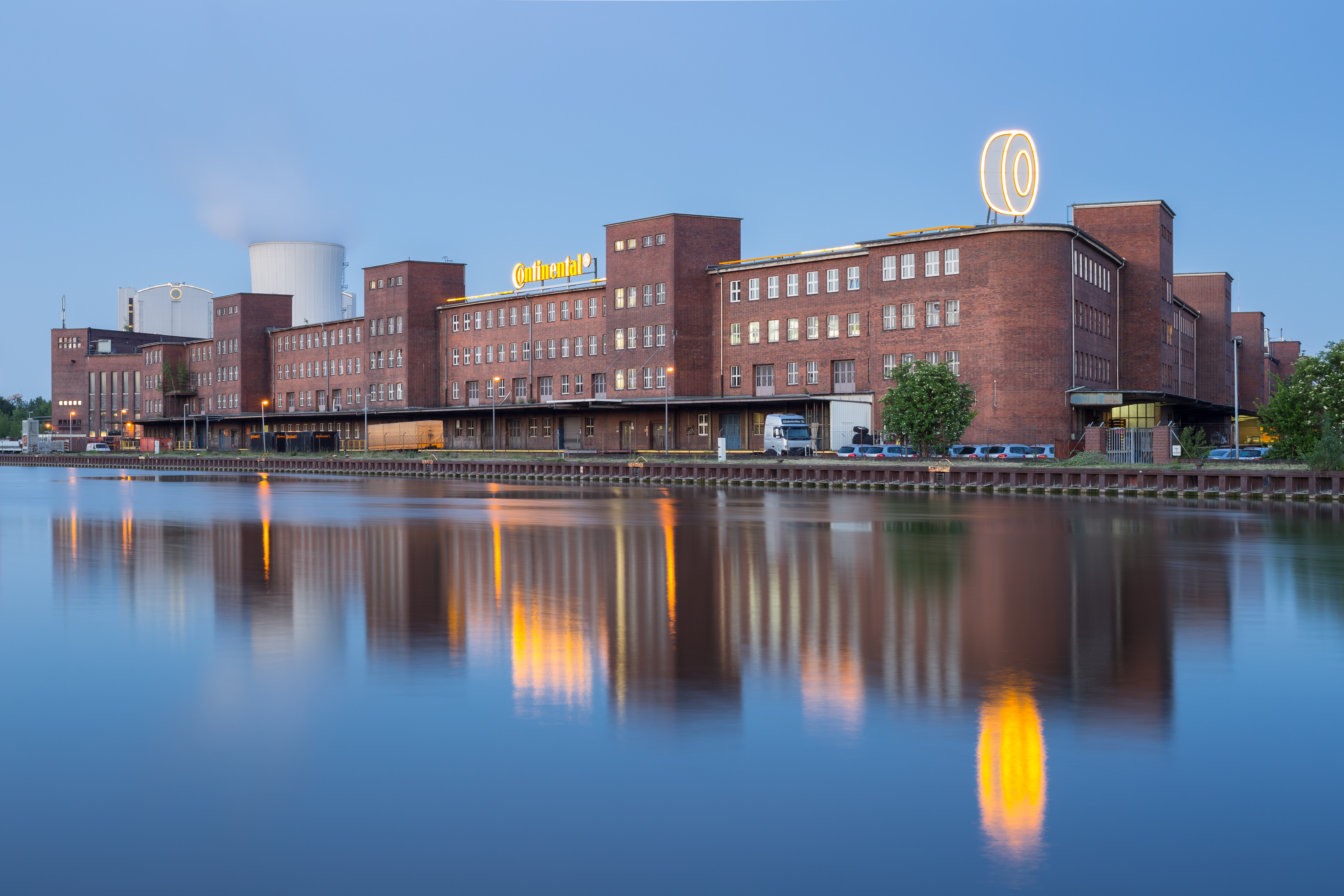
کارخانه کنتیننتال واقع شده در اشتوکن

صنعت تنها پس از ادغام این منطقه با هانوفر، به دلیل ساخت کانال میتلند و تأسیسات بندر نوردافن توانست مستقر شود. حتی قبل از شروع جنگ جهانی دوم، شرکت‌های صنعتی وارتا و کانتیننتال در اینجا مستقر شدند. در این زمینه، اردوگاه کار اجباری هانوفر-اشتوکن به عنوان یک اردوگاه فرعی از اردوگاه کار اجباری نوینگامه ایجاد شد که در آن کارگران اجباری مجبور بودند در شرایط غیرانسانی برای صنعت تسلیحات آلمان کار کنند. بنای یادبودی در مارین وردر، امروز به یاد این موضوع است.

### توسعه به یک منطقه صنعتی
بسیاری از شرکت‌های صنعتی به ویژه در شمال اشتوکن مستقر شده‌اند. پس از جنگ جهانی دوم کانتیننتال در این منطقه مستقر شد و در سال ۱۹۵۵ کارخانه فولکس واگن در هانوفر نیز به آن اضافه شد. اولین VW Bulli نیز در هانوفر ساخته شد. جانسون کنترلز نیز در اشتوکن مستقر شده‌است.

### آبجوی لوتیه لاگه
مشهورترین ساکن اشتوکن کورد بروهان بود. او در سال ۱۵۲۶ یک آبجو کم رنگ اختراع کرد. ماءالشعیر برویهان تخمیر شده به نام او به شهر هانوفر رونق اقتصادی قابل توجهی بخشید و موقعیت مهمی در زمینه آبجوسازی در آن زمان داشت. لوتیه لاگه از رسم نوشیدن آبجو برویهان همراه با براندی نشات گرفته‌است.

## سکونت و زندگی
در طی این مدت در مرکز منطقه با بازار اشتوکن و مرکز تفریحی نیز ساخته شد. بخش بزرگی از اشتوکن شامل ساختمان‌های مسکونی سه تا چهار طبقه با مناطق سرسبز بزرگ است که در دوره پس از جنگ ایجاد شده‌است. کلیسای انجیلی لوتری کوروینوس و کلیسای کاتولیک سنت کریستوفر به ترتیب در سال‌های ۲۰۱۲ و ۲۰۱۹ بسته شدند، بنابراین امروزه هیچ کلیسای مسیحی در اشتوکن وجود ندارد! با این حال دو مسجد وجود دارد(!) از جمله مسجد معروف سامی.
منطقه استقرار بلک هیث بخشی از ناحیه اشتوکن است و تنها منطقه مسکونی در ناحیه شمال A2 است. علاوه بر این، آپارتمان‌هایی برای حداکثر ۲۰۰۰ نفر قرار است در اینجا ساخته شود.

## حمل و نقل
مرکز اشتوکن با خط ۵ تراموای هانوفر و حومه ÜSTRA قابل دسترسی است. خط ۴ به لبه غربی منطقه خدمات ارائه می‌کند.

## جمعیت‌شناسی

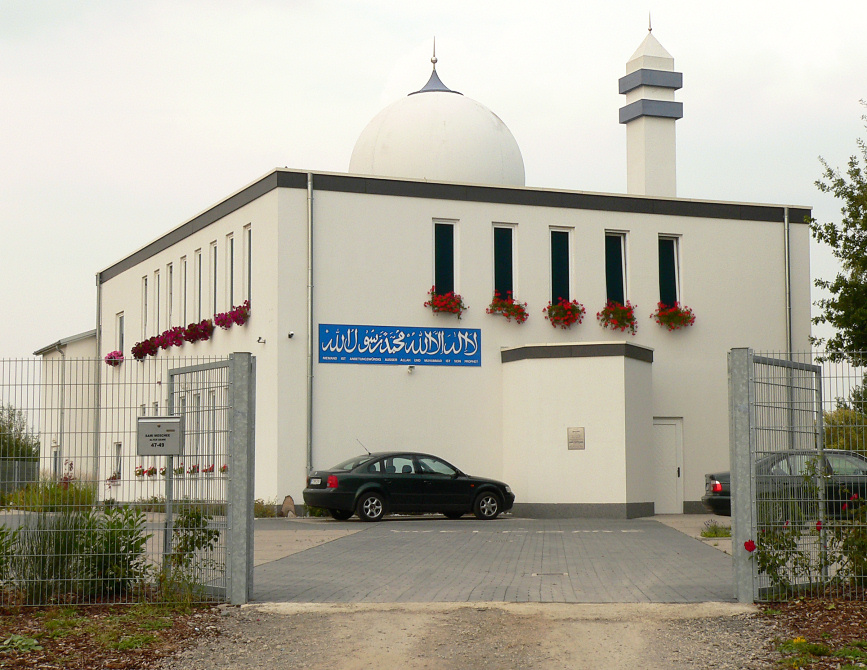
مسجد سامی در شتوکن

بسیاری از افراد مسن مانند هر جای دیگری در حومه هانوفر در اشتوکن زندگی می‌کنند. همچنین تعدادی کارگر از بسیاری از شرکت‌های صنعتی وجود دارند. حدود نیمی از آنها سابقه مهاجرت دارند. ۱۲٫۳٪ ترکی صحبت می‌کنند و پس از آن لهستانی و عربی در جایگاه بعدی هستند. بنابراین نسبت مهاجران بالاتر از حد متوسط است، اما در مقایسه با سایر نقاط شهر استثنایی نیست. اگرچه نرخ بیکاری کمی بالاتر از حد متوسط است، اشتوکن را نمی‌توان به عنوان یک نقطه خطرپذیر اجتماعی توصیف کرد. دیگر هیچ کلیسای مسیحی در اشتوکن وجود ندارد، اما دو مسجد از جمله مسجد سامی وجود دارد.

## باشگاه‌های ورزشی در اشتوکن
- باشگاه فوتبال اس. فاو. اشتوکن
- اشتوکن تی.بی. (نتبال، والیبال / والیبال ساحلی، هندبال، بدمینتون، اسکواش، تنیس، شنا، واترپلو، تنیس روی میز)
- مکلنهایده تی.یو.اس. – فوتبال، تناسب اندام

## موارد
1. 1 2 3 4  "Strukturdaten der Stadtteile und Stadtbezirke | Statistikstelle der Landeshauptstadt Hannover | Statistikstellen von Stadt und Region | Wahlen & Statistik | Politik | Leben in der Region Hannover | Hannover.de | Home - hannover.de". Retrieved 2021-01-06.
2. 1 2 3  "Ein Stadtbezirk stellt sich vor | Meldungen | Stadtbezirk Herrenhausen-Stöcken | Stadtbezirksportale Hannover | Bürger-Service | Leben in der Region Hannover | Hannover.de | Home - hannover.de". Retrieved 2019-11-30.
3. 1 2  "Hannover-Stöcken - Ahmadiyya Muslim Jamaat Deutschland". Retrieved 2019-11-30. بایگانی‌شده  در ۳ نوامبر ۲۰۱۹ توسط Wayback Machine
4. ↑  "Verdoppelt ein Neubaugebiet die Schwarze Heide?" (به آلمانی). Retrieved 2019-11-30.